# Braunshausen (Hallenberg)

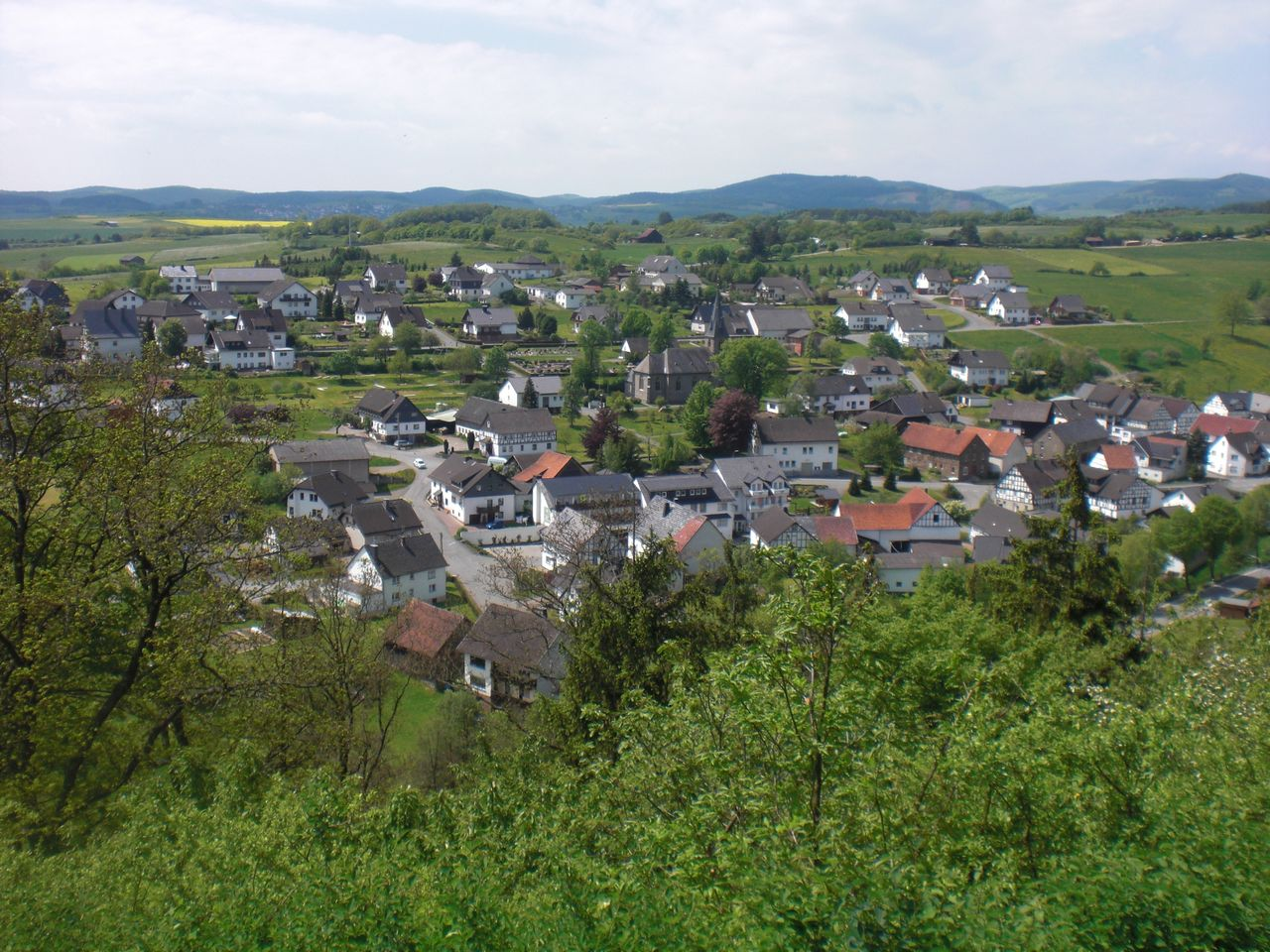
Ortsansicht Braunshausen

Braunshausen ist ein Ortsteil der Stadt Hallenberg im Hochsauerlandkreis, Nordrhein-Westfalen.

## Lage
Der Ort Braunshausen liegt rd. 4,5 km östlich von Hallenberg im Süden des Hochsauerlandkreises, an den Ausläufern des Rothaargebirges und wurde auf einer nördlich geneigten Hanglage errichtet. Im Talgrund verläuft bei rund 356 m ü. NN der „Wehlenbach“, bei rund 405 m ü. NN. befinden sich die Wohngebäude am südwestlich gelegenen Ortsausgang.
Verkehrsmäßig wird Braunshausen nur über Kreisstraßen erschlossen (K54, K55, K76). Die von Hallenberg kommende Kreisstraße 54 (K54) verläuft direkt durch den Ort und dient hier dem Anlieger- und Durchgangsverkehr.

## Geschichte
Erstmals erwähnt wird der Ort im Jahre 1474 beim Verkauf des Antoniushofes. Zuerst bestand das Dorf nur aus sechs Höfen, davon drei als sogenannte Erbgüter. 1899 wurde in neugotischem Stil die katholische Pfarrkirche St. Antonius Pfarrkirche erbaut. Im Jahr 1989 erfolgte eine Restaurierung.
Braunshausen gehörte bis 1974 zum Kreis Brilon. Seit der Neugliederung durch das Sauerland/Paderborn-Gesetz, das am 1. Januar 1975 in Kraft trat, gehört Braunshausen zum Hochsauerlandkreis und ist ein Ortsteil der Stadt Hallenberg.

### Zweiter Weltkrieg
Am 29. März 1945 gegen 9 Uhr erreichte eine erste US-Einheit mit einem erbeuteten deutschen Panzer, vier LKWs und Motorrädern Braunshausen und fuhr kampflos durch den Ort. Bis zum 3. April durchfuhren bzw. lagerten zahlreiche US-Truppen in Braunshausen. Am 1. April lagerten gleichzeitig rund 3000 US-Soldaten im Ort. Die US-Truppen durchsuchten am 30. März Braunshausen nach Soldaten, registrierten die männliche Bevölkerung und beschlagnahmten Waffen, Fotoapparate und Ferngläser. Eine Wehrmachtseinheit mit turkestanischen Freiwilligen, welche in Braunshausen als Baueinheit stationiert war, wurde bei deren Rückkehr von ihrer Baustelle, einem Munitionslager im hessischen, gefangen genommen. Rings um die Stadt wurden Geschützbatterien in Stellung gebracht, welche bis zur Verlegung 2 km nördlich vom Dorf, am Morgen des 3. April, Ziele in Züschen und Winterberg beschossen. Ein Acker am Dorf wurde zum Flugplatz für mehrere Kleinmotorflugzeuge, welche als Beobachtungsflugzeuge für die Artillerie dienten und deren Feuer leiteten. In der Nacht des 1. April fuhr ein US-Fahrzeug auf der Straße nach Neukirchen auf eine Landmine und explodierte. Diese Minensperre war von den US-Soldaten selbst verlegt worden um sich vor Angriff deutscher Verbände zu schützen. Am 9. April zogen die letzten US-Truppen weiter.
Im Zweiten Weltkrieg fielen 24 Braunshauser als Soldaten, zumeist an der Ostfront, oder starben in Gefangenschaft.

## Sonstiges
- Im Ort gibt es ein Gemeindehaus mit einem Jugendraum.
- Von der Kreuzbergkapelle aus hat man einen weiten Blick auf den Ort und das Wehlenbachtal.